# Caucaia
Caucaia este un oraș în statul Ceará (CE) din Brazilia.